# 학술회의

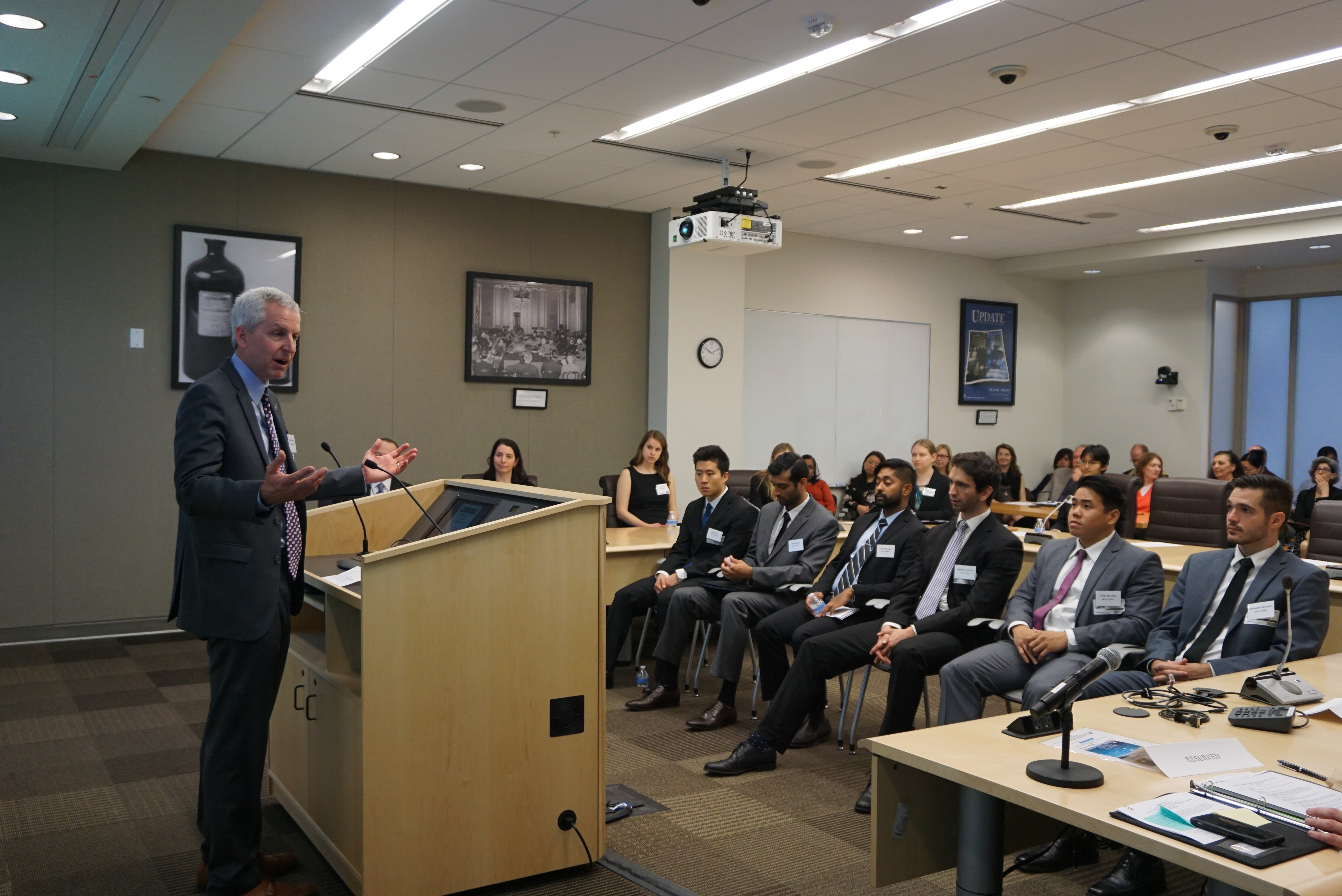

학술회의(學術會議, Academic conference), 혹은 학술 심포지엄(Scholarship symposium)은 연구자나 실무자가 성과에 대해 발표하고 토론하는 회의이다. 특정 학문의 전문가들이 서로 의견을 발표하고 질문에 답하거나 하는 형식의 토론회를 말한다.

## 같이 보기
- 학술적 글쓰기
- 컨벤션
- 교육
- 학회
- 연구
- 과학 공동체
- 과학적 방법
- 과학 학술지
- 세미나